# Frédérique
Frédérique ist ein weiblicher Vorname und Familienname.

## Herkunft und Bedeutung
Der Name ist französisch und entspricht dem deutschen Vornamen Frederike / Friederike beziehungsweise der männlichen Form Frédéric / Friedrich. Somit bedeutet dieser Name „die Friedensreiche“, „die Friedensfürstin“.

## Namensträger

### Vorname
- Frédérique Audoin-Rouzeau (* 1957), französische Schriftstellerin, siehe Fred Vargas
- Frédérique Brion (1752–1813), elsässische Pfarrerstochter und Geliebte von Goethe, siehe Friederike Brion
- Frédérique Huydts (1967–2006), niederländische Schauspielerin
- Frédérique de Man, niederländische Diplomatin
- Frédérique Spigt (* 1957), niederländische Sängerin, Schauspielerin und Malerin
- Frédérique Vidal (* 1964), französische Politikerin (parteilos) und Ministerin

## Familienname
- André Frédérique (1915–1957), französischer Schriftsteller